# 土山宿

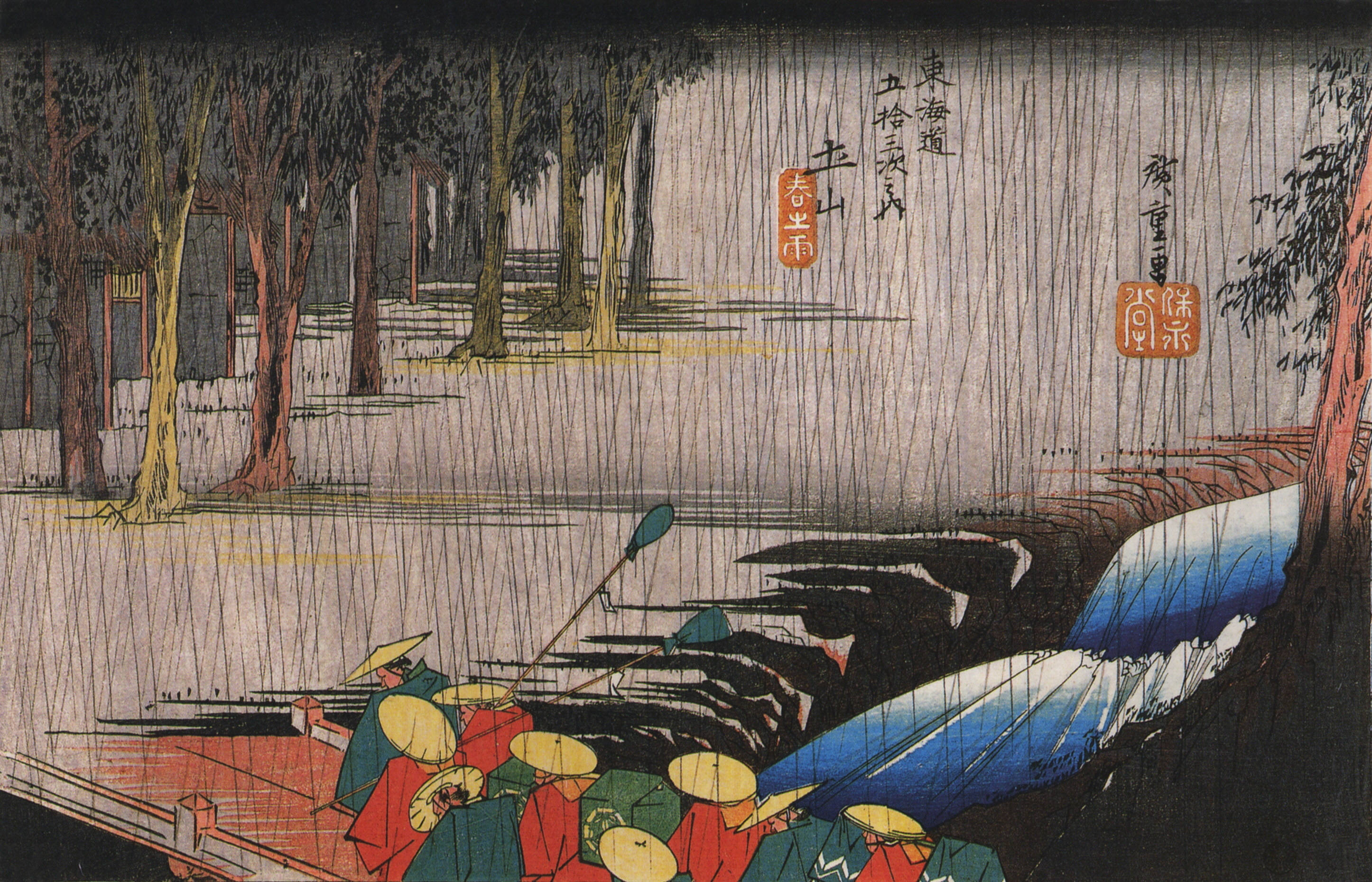
歌川広重「東海道五十三次・圡山」

土山宿（つちやましゅく、 旧字体：𡈽山・圡山）は、近江国甲賀郡にあった東海道五十三次の49番目の宿場である。現在の滋賀県甲賀市土山町北土山および土山町南土山にあたる。

## 概要
平安時代に伊勢参宮道が鈴鹿峠を越える旧東海道筋を通るようになって以来、土山は難所を控える宿駅として発展してきた。
鎌倉時代、京都と鎌倉を結ぶ東西の交通路がさらに重要視され、武士だけでなく商人、庶民の通行も盛んになった。
江戸幕府が土山を宿駅に指定してから、宿場町として真に隆盛しはじめた。宿場の中心は御役町で、そこに問屋場、本陣、脇本陣があり、その周囲に旅籠や店、茶屋などがあり、細長い宿場町を形成していた。また、幕府は御役町の保護のため、地子の免除その他の特権を与えていた。
1843年の「東海道宿村大概帳」によると、家数351軒、人口1,505人、本陣2軒、旅籠屋44軒を数えた。
鈴鹿馬子唄に「坂は照る照る 鈴鹿は曇る あいの土山雨が降る」と歌われる。
明治元年9月22日（新暦の1868年11月6日）、明治天皇は満16歳の誕生日を最初の東京行幸中に迎え、土山宿に宿泊した。明治新政府はこれに先立つ同年8月26日（1868年10月11日）に太政官布告で天皇の誕生日を天長節として祝うことを決めていたため、宿所となった本陣で第1回天長節の祝賀行事を行った。
明治の鉄道交通では、坂下宿同様、鈴鹿峠の急勾配が蒸気機関車の仇となり、西寄りの寺庄経由となった。

## 史跡・みどころ
軒を連ねた家並みや格子戸、薄茶色の舗装、松並木など旧街道らしい雰囲気が感じられる。また、旅籠屋跡の石碑が多く建っている。
- 田村神社
- 道の駅あいの土山
- 扇屋伝承文化館 - 扇や櫛を販売していた商家のお宝や地元工芸品の展示、土山宿特産品の販売がされている。
- 東海道一里塚跡
- 旅籠井筒屋跡 - 森鷗外の祖父、森白仙が亡くなったところ[6]。遺骸は川沿いの墓地に埋葬された[7]。
- 旅籠平野屋跡 - 森鷗外が1900年3月2日に宿泊した[6]。
- 民芸茶房うかい屋
- 二階屋脇本陣跡
- 東海道伝馬館 - 問屋場の様子を復元した展示の他、東海道・土山宿に関する展示が充実している。
- 文豪森鷗外来訪の地碑 - 東海道伝馬館の向い。
- 問屋場跡
- 本陣跡 - 1634年の徳川家光の上洛の際に本陣となった。大名等が宿泊した上段の間や庭園が残され、宿帳や関札、工芸品等が展示されている。
- 大黒屋本陣跡
- 常明寺 - 土山茶の始まりと伝えられる。森鷗外が森白仙の改葬を行い[6]、現在は1988年に整備された森家の供養塔がある。長屋王願経（国宝）27巻所蔵。松尾芭蕉の句碑がある。
- 高札場跡
- 御代参街道分岐点 石碑

### 水口宿までの史跡・みどころ
- 甲可日雲宮跡
- 垂水斎王頓宮跡 - 国の史跡。頓宮は天皇の名代として伊勢神宮に遣わされた斎王が一夜だけ宿泊した仮の宮のこと。毎年3月に往時の行列を再現した斎王群行ではここまで歩く。
- 瀧樹神社 - 毎年5月3日に国の選択無形民俗文化財に選択されているケンケト踊りが奉納される。当日は花奪神事や神輿の渡御も行われる。
- 垂水頓宮御殿跡
- 一里塚跡
- 旅籠 松坂屋跡
- 三好赤甫句碑
- 東海道土山今宿の碑
- 岩神社 - 国道の敷設等で風景は変わったが、かつては奇岩が多く、野洲川の清流が流れる景勝地として、また子どもの成長の神様として知られた。

## 宿場の名物
- お六櫛 - 昔、伊勢参宮帰りの木曽の旅人が土山で病にかかり、村人の手厚い看護で回復した。そのお礼に櫛の製造法を伝えに再度来たが、材料の木が無かったので木曽の櫛を送るからそれを売ればよいという話になったらしい[8]。土産品として人気があったが、明治20年代にはほとんどの店がなくなった[8]。
- あけぼの茶（土山茶）
- 蟹ヶ坂飴

## ギャラリー

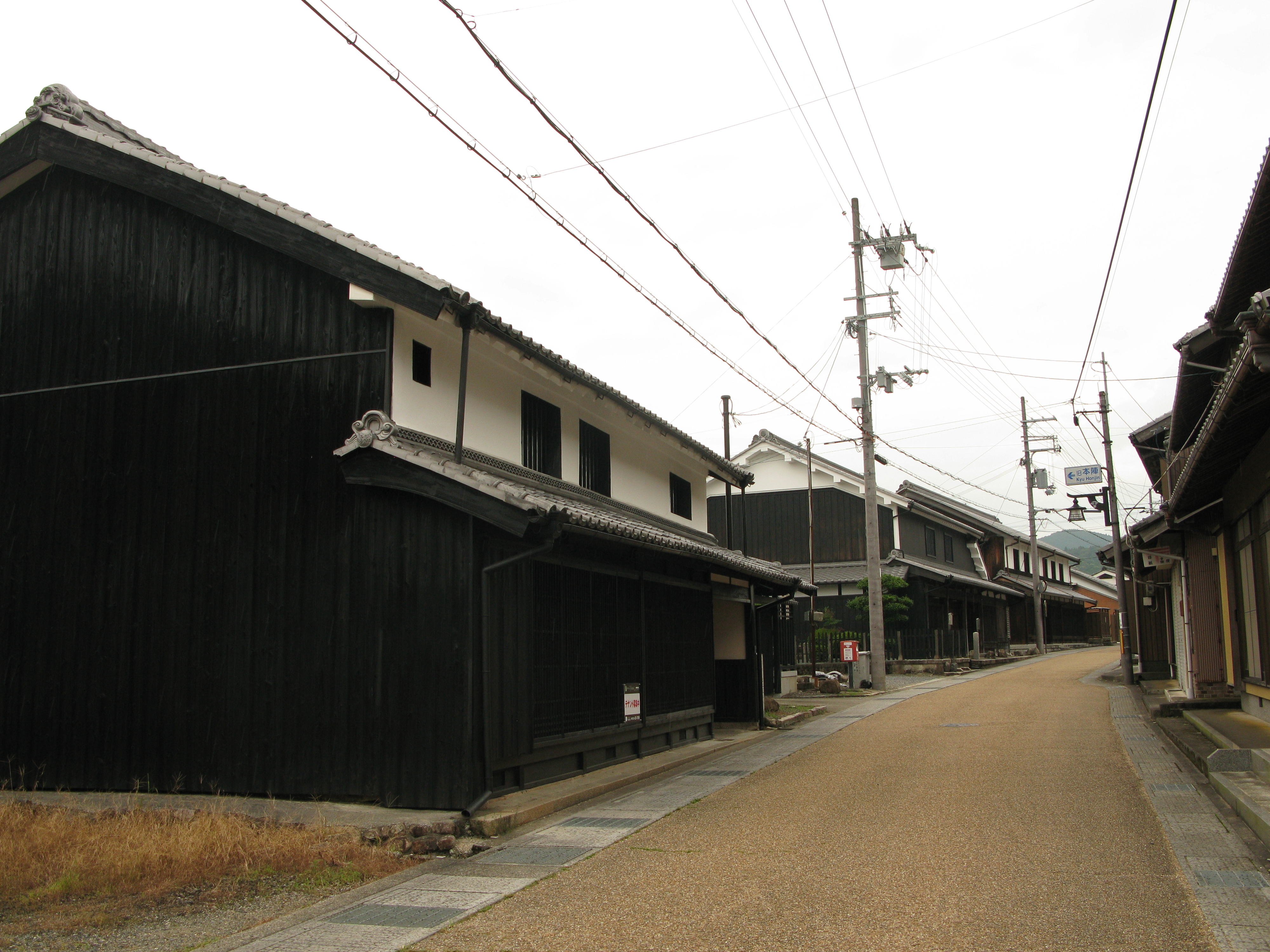
土山宿の家並み
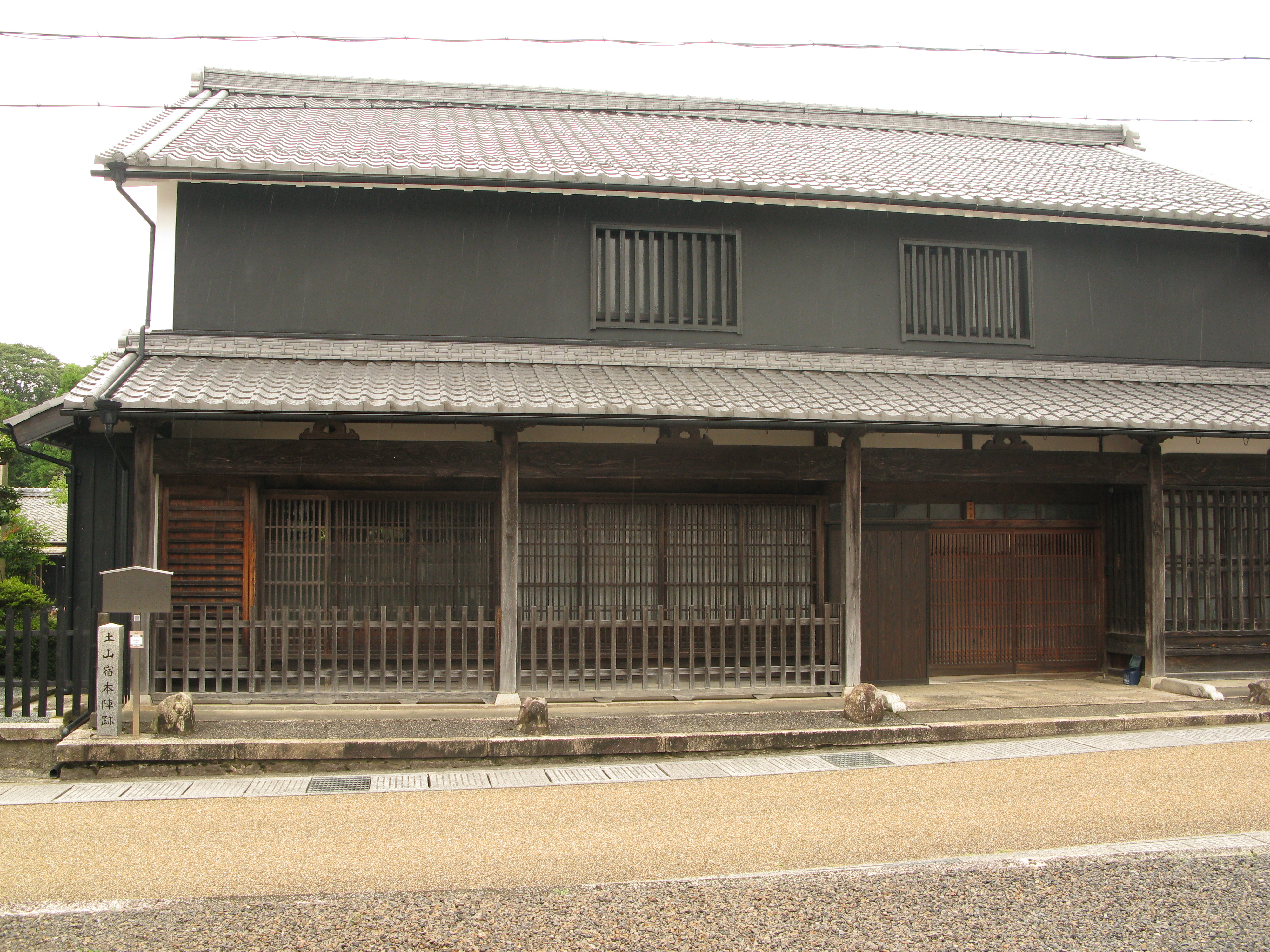
土山本陣跡
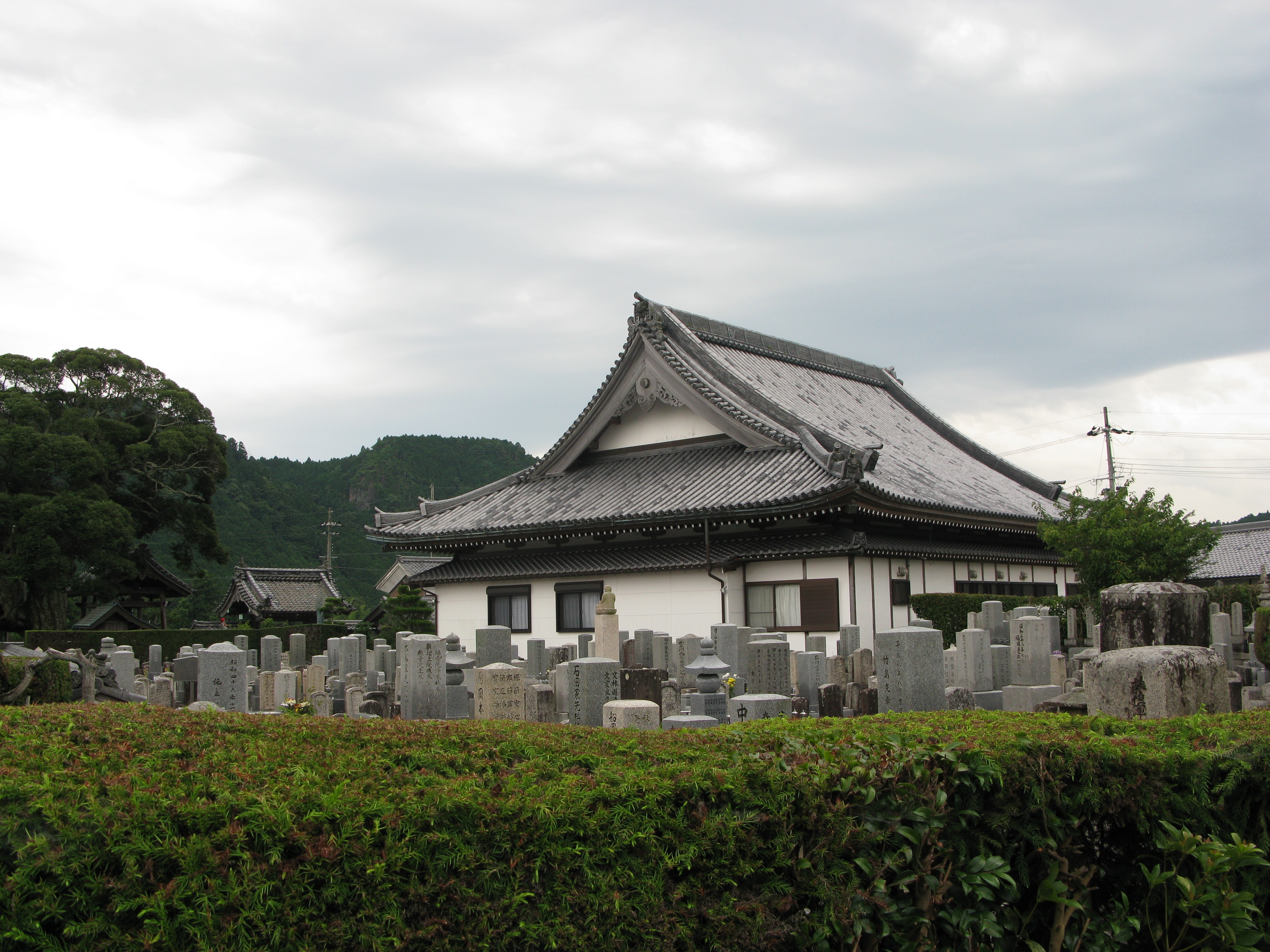
土山茶発祥の地と伝えられる常明寺
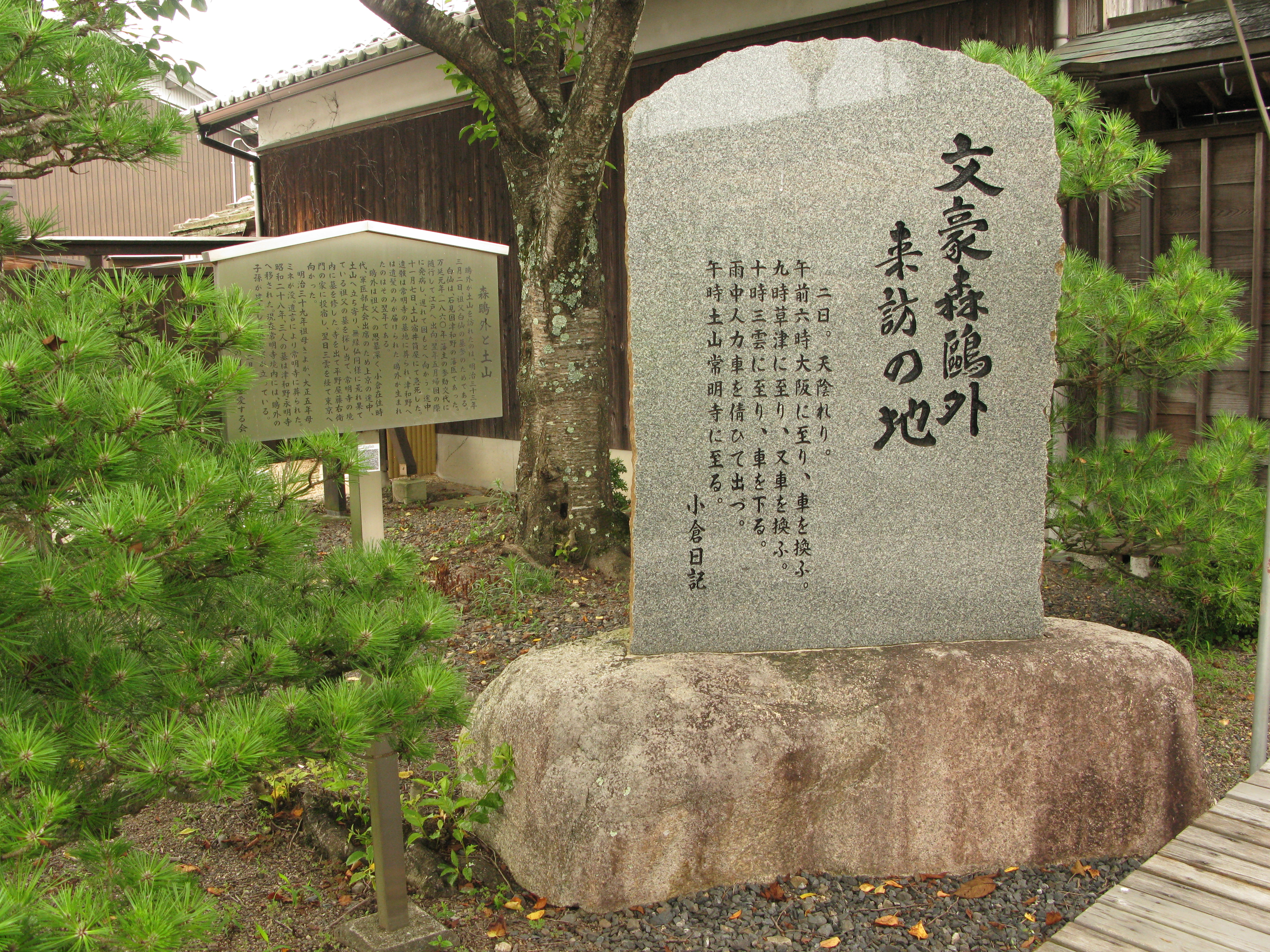
森鷗外「小倉日記」の一節が刻まれた来訪記念碑

## 交通手段
近江鉄道・JR草津線貴生川駅より甲賀市コミュニティバス（あいくる）

## 隣の宿
東海道
坂下宿 - 土山宿 - 水口宿